# 哀しい予感 (小説)
『哀しい予感』（かなしいよかん）は、吉本ばななの初の長編小説。

## 概要
1988年12月15日、角川書店より刊行された。翌年の1989年年間ベストセラーの総合7位を記録した。2013年10月26日、電子書籍版が幻冬舎より発売された。
幼い頃から不思議な能力を持っていた19歳の弥生と、古い一軒家にひっそりと独り暮らすおば（実は姉）のゆきのとの、初夏の物語。
エッセイ集「パイナツプリン」において、「こんなに長い小説を書いたのは初めてで、筆力に絶望を覚えるとともに、まだ明日がある、という希望も感じる」と、出版した直後の気持ちをつづっている。
題名は友人であるシンガーソングライター、さねよしいさ子の楽曲『夏の夕暮れ』の歌詞に由来。

## 登場人物
私（弥生）
主人公で語り手。19歳。医師の父と、元看護師の母、年子の弟・哲生の4人家族。幼い頃から超能力的な力を持っていた。「おば」のゆきのに対してなぜか懐かしいものを感じている。
おば（ゆきの）
私立高校の音楽教師。独身。古い一軒家に一人暮らし。実は弥生の姉である。両親を交通事故で失っている。
哲生
高校生。弥生が実の姉ではないことを知っており、弥生に思いを寄せている。
正彦くん
ゆきのの元教え子で恋人。自分との子供を中絶したゆきのをずっと探していた。

## 舞台
2007年に塚本晋也演出により舞台演劇化された。
日程
2007年1月5日 - 1月21日 東京都・本多劇場
2007年1月26日 - 1月28日 大阪市・シアター・ドラマシティ
キャスト
- 弥生 - 市川実日子
- 哲生 - 加瀬亮
- ゆきの - 藤井かほり
- 正彦 - 奥村知史